# Milan Jelić
Milan Jelić (în sârbă Милан Јелић; n. 26 martie 1956, Koprivna⁠(d), comuna Modriča⁠(d), Republica Socialistă Bosnia și Herțegovina, RSF Iugoslavia – d. 30 septembrie 2007, Modriča, Republika Srpska, Bosnia și Herțegovina) a fost un politician sârb bosniac. Începând cu 9 noiembrie 2006, a fost al șaselea președinte al Republicii Srpska, până la moartea sa din cauza unui infarct pe 30 septembrie 2007.
Născut lângă Modriča, Jelić a absolvit învățământul secundar în Doboj și a absolvit Facultatea de Științe Economice a Universității din Novi Sad la Subotica, Serbia. A obținut un doctorat de la Universitatea din Banja Luka.
Jelić a petrecut patru ani în consiliul local din Modriča, iar la începutul anului 1987 a fost numit manager al OOUR din oraș. Acolo a petrecut șapte ani, până când a fost numit administrator general al Modriča. După semnarea Acordului de la Dayton, a fost ales în Adunarea Națională a Republicii Srpska . De asemenea, a ocupat funcția de președinte al Asociației de Fotbal a Republicii Srpska și a fost membru al președinției Federației de Fotbal a Bosniei și Herțegovinei.
În după-amiaza zilei de 30 septembrie 2007, în timpul unei sesiuni obișnuite de antrenament în Modriča, Jelić a suferit un episod de insuficiență cardiacă și a decedat la scurt timp după o tentativă nereușită de resuscitare la un spital din Doboj.

## Viață personală
Milan Jelić are doi fii, Petar și Dimitrije. Fiul său, Petar Jelić, este fotbalist profesionist.